# Wassili Andrejewitsch Solotarjow
Wassili Andrejewitsch Solotarjow (russisch Василий Андреевич Золотарёв, wiss. Transliteration Vasilij Andreevič Zolotarëv, auch Zolotaryov; * 24. Februarjul. / 7. März 1872greg. in Taganrog; † 25. Mai 1964 in Moskau) war ein russischer Komponist.
Solotarjow studierte in Sankt Petersburg bei Mili Balakirew, Nikolai Rimski-Korsakow und Anatoli Ljadow. Er lehrte in Sankt Petersburg, Rostow, Moskau, Krasnodar, Odessa, Kiew, Swerdlowsk und Minsk. Zu seinen Schülern zählten u. a. Anatol Bahatyrou und Leonid Polowinkin. Sein bekanntester Schüler, den er 1939 bis 1941 in Minsk unterrichtete, war Mieczysław Weinberg.
Ab 1941 lebte er in Moskau. Neben mehreren Opern komponierte er ein Ballett, sieben Sinfonien (1902–1962), drei Orchestersuiten, ein Cellokonzert, sechs Streichquartette und ein Streichquintett mit 2 Celli.